# Harald Benesch
Harald Wilhelm Benesch (* 8. Dezember 1921 in Wien; † Januar 1994) war ein österreichischer Theater- und Filmregisseur und Schauspieler.

## Wirken
Benesch war während des Zweiten Weltkriegs Schauspielschüler. 1946 inszenierte er am Salzburger Theater Die Tribüne die österreichische Uraufführung des Stücks Rechenmaschine (E. Rice). Als Dramaturg war er ab 1949/50 am Neuen Theater in der Scala engagiert.  Bei Figaros Hochzeit fungierte er auch als Assistent von Karl Paryla und begleitete die Truppe bei ihren Gastspielen. Seine erste und einzige Rolle als Filmschauspieler hatte er in Anatole Litvaks Kriegsdrama Entscheidung vor Morgengrauen (1951).
Ab den 1950er-Jahren war Benesch als Theaterregisseur an verschiedenen Bühnen in Österreich und Deutschland tätig, u. a. am Landestheater Innsbruck, an dem er 1959 Weh dem, der lügt! von Franz Grillparzer inszenierte. Weitere Regiearbeiten waren  Lessings Minna von Barnhelm (1955/56), Othello, der Mohr von Venedig (1958) und Egmont: Ein Trauerspiel von Johann Wolfgang von Goethe. 1963 spielte das Landestheater Linz Mutter Courage und ihre Kinder unter der Regie Beneschs, was angesichts des Wiener Brecht-Boykotts umstritten war. „Das theaterhistorische Ereignis erwies sich zudem als großer Publikumserfolg.“ Für die Bühnen der Stadt Köln inszenierte er 1965 Der Barbar (Bühnenbild Wilfried Minks); im Kleinen Haus der Württembergischen Staatstheater in Stuttgart 1969 Nestroys Posse Die beiden Nachtwandler.
Ab den frühen 1960er-Jahren drehte Benesch zudem Fernsehfilme mit Schauspielern wie Hanne Hiob (Kapitän Karagöz), Albert Lieven (Dynamit), Friedrich Siemers (Nebeneinander) und Vera Tschechowa (Leocadia). Unter seinen Regiearbeiten war auch die Shakespeare-Adaption Die zwei Herren aus Verona, mit Leopold Biberti, Jürgen Kloth und Carola Regnier. Bis Ende der 1970er-Jahre war er weiterhin (meist in der Bundesrepublik Deutschland) als Theaterregisseur tätig. Benesch wurde am 21. Januar 1994 im Urnenhain der Feuerhalle Wien-Simmering bestattet.

## Filmografie
- 1963: Kapitän Karagöz
- 1963: Der Klassenaufsatz (Drehbuch: Erwin Wickert)
- 1964: Die Wohnung
- 1964: Leocadia
- 1964: Nebeneinander (nach Georg Kaiser)
- 1965: Familientreffen
- 1965: Wer weint um Juckenack?
- 1966: Die zwei Herren aus Verona
- 1969: Dynamit

## Hörspiele (Auswahl)
Autor:
- 1981: Ach! Lieber Freund! - Regie: Hans Bernd Müller (SFB)

Regie:
- 1960: Eduard König: Ein Mann ohne Ehrgeiz (SWF)
- 1961: James Chellyson: Mr. Kimber (RB/SR)